# PC World
PC World, stilizat PCWorld, este o revistă globală de calculatoare și comunicații publicată lunar de către International Data Group (IDG).